# Robin des Bois, prince des voleurs
Pour les articles homonymes, voir Robin des Bois (homonymie) et Robin Hood.
Pour plus de détails, voir Fiche technique et Distribution.
Robin des Bois, prince des voleurs (Robin Hood: Prince of Thieves) est un film d'aventures américain réalisé par Kevin Reynolds, sorti en 1991. Il s'agit de l'adaptation de la légende du célèbre héros anglais.

## Synopsis
En Angleterre, en 1194, en l'absence du roi Richard Cœur de Lion, retenu prisonnier en Autriche, au retour de la troisième croisade, le shérif de Nottingham règne en tyran sur l'Angleterre, aidé par son cousin Guy de Gisbourne ainsi que par la sorcière Mortianna et le corrompu évêque de Hereford. Lors de son retour en Angleterre aux côtés d'Azeem, évadé avec lui des geôles de Terre sainte, Robin revient au château de Locksley, mais il le retrouve incendié, et apprend que son père a été tué par les hommes du shérif après avoir refusé de se joindre à eux. Robin jure alors de le venger. Il retrouve également son amour de jeunesse, Lady Marianne, qui dans un premier temps, ne le reconnait pas, avant de devoir s'enfuir devant les hommes du shérif avec qui il a eu maille à partir en défendant un enfant qui braconnait.
En fuyant, Robin et Azeem rencontrent une bande de brigands, dirigés par Petit Jean, qui se cachaient dans la Forêt de Sherwood. Parmi les brigands de la bande se trouvent Will Scarlet qui détient une rancune tenace contre Robin et n'hésite pas à montrer ses véritables sentiments envers lui, mais aussi le garçon dont Robin avait pris la défense contre Guy de Gisbourne et qui se trouve être le fils de Petit Jean. Robin assume finalement le commandement du groupe, encourage ses hommes à lutter contre Nottingham, et les forme pour se défendre. Il dérobe les richesses des soldats et des convois qui traversent la forêt, puis il les redistribue aux pauvres. Les Joyeux Compagnons vont faire également connaissance de Frère Tuck qui se joint au groupe. Après le dernier échec de son cousin face à Robin et son incompétence à le capturer depuis des mois, le shérif tue Guy en le transperçant d'une épée. Marianne commence à sympathiser avec Robin, puis tombe amoureuse de ce dernier.
Exaspéré par les actions de Robin, le shérif embauche les guerriers celtes d'Écosse pour renforcer ses troupes. Le shérif parvient à localiser la cachette des bandits et détruit le refuge. Afin de consolider sa prétention d’accéder au trône d'Angleterre, le shérif propose à Marianne (qui est également la cousine du roi Richard) de l'épouser en échange de la grâce des enfants et femmes des bandits prisonniers. Néanmoins, une dizaine de rebelles devront être pendus dans le cadre de la célébration du mariage. Parmi les capturés, Will Scarlet, qui a conclu un accord avec le shérif pour trouver et tuer Robin en échange de sa liberté.

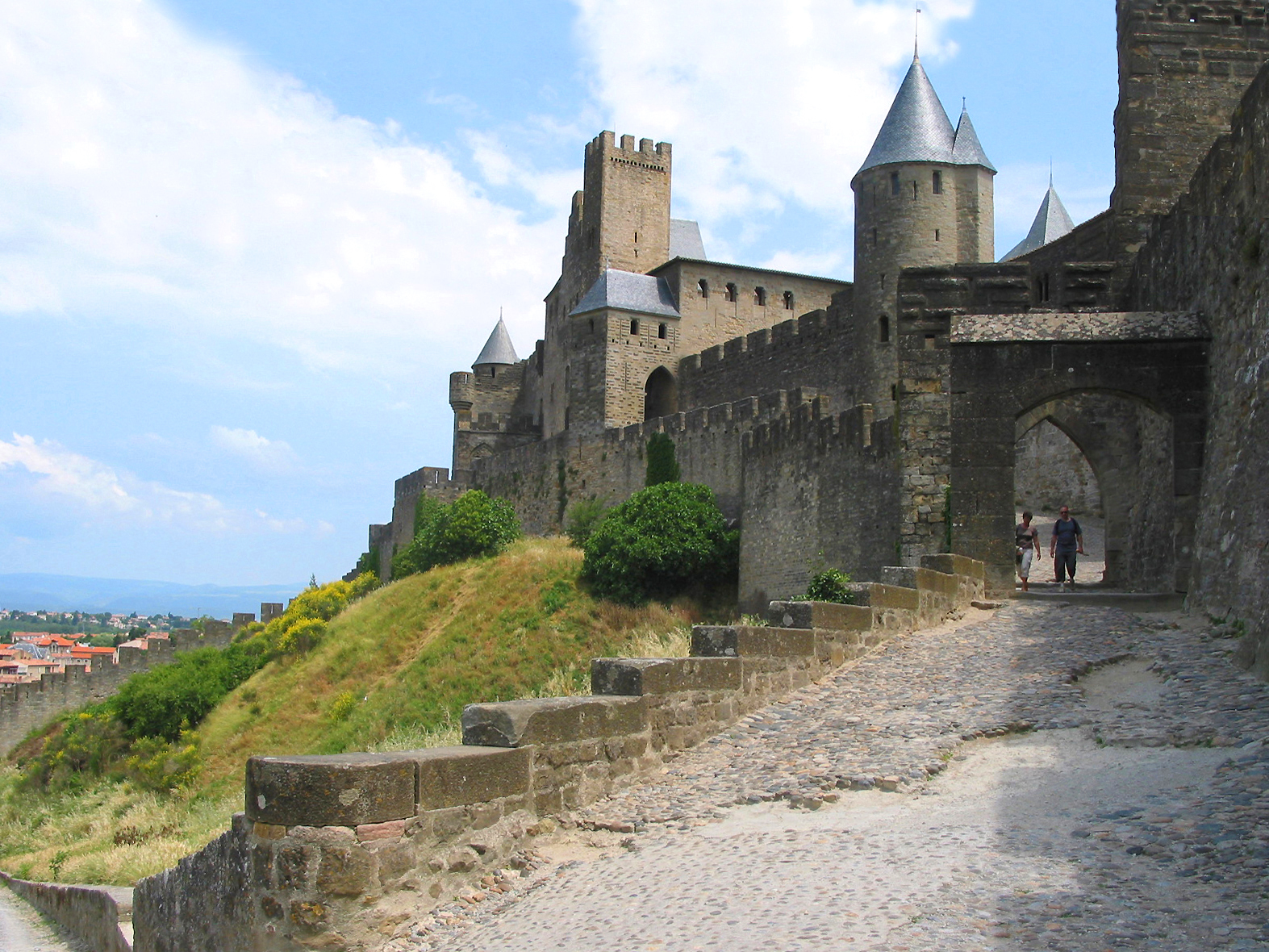
La porte d'Aude à Carcassonne, lieu de tournage.

Will retrouve Robin ainsi qu'une poignée de rebelles qui ont survécu à l'assaut du shérif. Au lieu d'attaquer Robin, Will l'informe des intentions du shérif. Robin découvre alors que Will est son demi-frère illégitime. La mère de Will était une paysanne avec qui le père de Robin a trouvé le réconfort après la mort de la mère de Robin. La colère de Robin envers son père de refaire sa vie avec une autre femme l'avait poussé à partir à la croisade. Malgré cette colère, Robin est fou de joie d'apprendre qu'il a un frère.
Le jour du mariage et des exécutions, Robin et ses hommes infiltrent le château de Nottingham, libérant les prisonniers. Bien que Robin et sa bande aient initialement prévu de s'échapper après la libération des prisonniers, Azeem pousse le groupe et les paysans présents à se révolter contre le shérif. Après un duel à l'épée, Robin tue le shérif, et la sorcière (la mère du shérif) est tuée par Azeem alors que cette dernière s’apprêtait à tuer Robin. De son côté, frère Tuck surprend l’évêque de Hereford qui s'apprête à emporter tout le trésor, constatant ainsi de manière flagrante la corruption de celui-ci. Faisant mine de l'aider, Frère Tuck surcharge l'évêque de tous ses sacs remplis d'or, puis le pousse brutalement contre le vitrail qui cède sous son poids et entraîne sa chute mortelle depuis le sommet du donjon.
Robin et Marianne professent leur amour pour l'un et l'autre et se marient dans la forêt. Leur mariage est brièvement interrompu par le retour du roi Richard, qui bénit le mariage et remercie Robin pour ses actions.

## Fiche technique
Sauf indication contraire, les informations mentionnées dans cette section peuvent être confirmées par la base de données cinématographiques IMDb,  présente dans la section « Liens externes ».
- Titre original : Robin Hood: Prince of Thieves
- Titre français : Robin des Bois, prince des voleurs
- Réalisation : Kevin Reynolds
- Scénario : Pen Densham et John Watson, d'après une histoire de Pen Densham
- Musique : Michael Kamen
- Direction artistique : John Graysmark
- Costumes : John Bloomfield
- Photographie : Douglas Milsome (en)
- Son : Chris Munro
- Montage : Peter Boyle
- Production : James G. Robinson (en), Michael J. Kagan, Gary Barber, David Nicksay, Pen Densham, John Watson, Richard B. Lewis et Mark Stern
- Sociétés de production : Morgan Creek Productions ; Warner Bros. (coproduction)
- Société de distribution : Warner Bros. (États-Unis), AMLF (France)
- Budget : 50 millions de dollars[1]
- Pays d'origine :  États-Unis
- Langues originales : anglais, arabe, latin
- Format : couleurs (Rank Film Laboratories - Technicolor) -  35 mm - 1,85:1 - son Dolby stéréo
- Genre : aventures
- Durée : 143 minutes ; 155 minutes (version longue)
- Dates de sortie :
  - Canada et États-Unis : 14 juin 1991
  - France : 7 août 1991

## Distribution
Légende : Doublage de la version cinéma de 1991 / Doublage de la version longue de 2003 / Doublage québécois
- Kevin Costner (VF : Bernard Lanneau / idem ; VQ : Alain Zouvi) : Robin de Locksley
- Morgan Freeman (VF : Mostefa Stiti / Benoît Allemane ; VQ : Ronald France) : Azeem
- Christian Slater (VF : Vincent Ropion / Emmanuel Karsen ; VQ : Daniel Lesourd) : Gilles l'Ecarlate (Will Scarlett en VO)
- Alan Rickman (VF : Raymond Gérôme / Daniel Beretta ; VQ : Vincent Davy) : le shérif Georges de Nottingham
- Mary Elizabeth Mastrantonio (VF : Anne Rondeleux / idem ; VQ : Claudie Verdant) : Marianne
- Nick Brimble (VF : Benoît Allemane / Marc Bretonnière ; VQ : Yves Massicotte) : Jean le Petit, dit Petit Jean
- Michael McShane (VF : Roger Dumas / idem ; VQ : Hubert Gagnon) : Frère Tuck
- Daniel Peacock (VF : Yannick Debain) : Bouc (Bull en VO)
- Harold Innocent (VF : Jacques Ebner / William Sabatier ; VQ : Luc Durand) : l'Évêque de Hereford
- Walter Sparrow (VF : Pierre Baton / Henri Labussière ; VQ : Claude Préfontaine) : Duncan
- Michael Wincott (VF : Michel Vigné / Philippe Catoire ; VQ : Denis Mercier) : Guy de Gisbourne
- Geraldine McEwan (VF : Perrette Pradier / Claude Chantal ; VQ : Anne Caron) : Mortianna
- Brian Blessed (VF : Thierry Mercier ; VQ : Jean Fontaine) : Lord Locksley
- Liam Halligan (VF : Régis Lang / Patrick Laplace) : Peter Dubois
- Soo Drouet (VF : Denise Metmer / Sophie Gormezzano ; VQ : Johanne Léveillé) : Fannie le Petit
- Imogen Bain (VF : Lucienne Troka ; VQ : Carole Chatel) : Sarah
- Daniel Newman (VF : Mathieu Verlier / Nathalie Bienaimé) : P'tit Loup
- John Tordoff (VF : Jacques Ciron / Serge Bourrier ; VQ : Jean-Marie Moncelet) : le scribe
- Sean Connery (VF : Jean-Claude Michel / Henri Poirier ; VQ : François Cartier) : Richard Cœur de Lion (non crédité)
- Susannah Corbett (rôle muet) : La jeune femme dans la carriole (non créditée)
- Jack Wild (VF: ? / Gérard Surugue ; VQ : ?) : Much
- Yves-Marie Maurin : voix traduisant les textes narratifs (1er doublage uniquement)

## Production

### Genèse et développement
Après d'énormes succès cinématographiques autour des super-héros comme Batman (1989) et Dick Tracy (1990), Warner Bros. décide de réadapter les aventures de Robin des Bois. En effet, durant la période de la Guerre froide, le personnage fut oublié (voire interdit dans certains États comme l'Indiana) car il reflétait une certaine forme du communisme.
La production effectue d'importants changements au niveau de l'histoire d'origine. Le prince Jean Sans Terre est totalement absent (bien qu'il ait réellement voulu usurper le trône de son frère Richard Cœur de Lion durant la captivité de ce dernier), faisant ainsi du shérif de Nottingham le méchant principal de cette version. Celui-ci, considéré au départ comme un simple fidèle au prince Jean, est décrit comme un personnage cruel et ambitieux. Quant à Marianne, qui fut à l'origine caractérisée comme une gentille demoiselle inoffensive, elle devient une femme courageuse qui n'hésite pas à se défendre (elle défie Robin sous l'allure d'un chevalier casqué et frappe même entre les jambes). De son côté, Will Scarlett, faisant partie intégrante des compagnons de Robin des Bois, est défini ici comme son frère illégitime, issu d'une liaison entre Lord Locksley et une paysanne que Robin a jadis rejetée par respect pour la mémoire de sa défunte mère.
Les scénaristes créent également le personnage d'Azeem, le guerrier maure au visage peint, dans le but de consolider l'entente entre les diverses races et cultures dans le monde et ce, malgré la guerre du Golfe qui commence à faire rage en Irak.
Par ailleurs, la production ne souhaite pas réimposer le costume traditionnel vert à Robin des Bois, popularisé par Errol Flynn dans le film de 1938. Pour cause, le tissu vert était, à l'époque du Moyen Âge, considéré comme le plus cher et exclusivement utilisé par les hommes d'église.
Le réalisateur Kevin Reynolds est alors choisi pour tourner le film.

### Attribution des rôles
Mel Gibson est envisagé pour le rôle de Robin, mais décline finalement l'offre en découvrant le scénario qui s'avère très différent du film avec Errol Flynn dont l'acteur est fan. Kevin Reynolds pense alors à Kevin Costner avec qui il vient de tourner une scène de Danse avec les loups. Costner s'engage sur le film trois jours seulement avant le début du tournage et sans avoir lu le script.
Robin Wright était le premier choix pour incarner le rôle de Marianne mais elle dut renoncer en raison de sa grossesse. Mary Elizabeth Mastrantonio, révélée par Abyss (1989) de James Cameron, est choisie pour le rôle. Alan Rickman décroche celui du shérif de Nottingham, après l'avoir refusé deux fois, à condition qu'il joue son personnage comme il l'entend.
Le rôle d'Azeem est quant à lui confié à Morgan Freeman.
Enfin, Sean Connery accepte d'apparaître à la dernière scène du film en campant le rôle du roi Richard sans pour autant être crédité au générique. Touchant un cachet de 250 000 $ pour une prestation de deux minutes, il décide de reverser l'intégralité de son salaire à des œuvres de charité en Écosse. Son apparition est un hommage au film de Richard Lester La Rose et la Flèche (1976) dans lequel Sean Connery avait incarné un Robin des Bois vieilli par de nombreuses guerres. Sean Connery retrouve brièvement Christian Slater, qui avait tourné avec lui dans le film Le Nom de la rose.

### Tournage
Le film est tourné en Europe, principalement en Angleterre et au Shepperton Studio, là où le décor intérieur du château de Nottingham est entièrement construit.
De nombreuses scènes sont également tournées autour et dans la cité de Carcassonne en France.
Le tournage se déroule très difficilement, dû entre autres à des mésententes entre Kevin Reynolds et Kevin Costner. Alan Rickman improvise bon nombre de ses répliques ce qui contrarie même la production.

### Post production
Également coproducteur du film, Kevin Costner décide de faire écarter Kevin Reynolds et de superviser lui-même le montage. Il coupe notamment plusieurs scènes avec le shérif de Nottingham, craignant qu'Alan Rickman ne lui vole la vedette.
Le générique d'introduction montre des extraits de la tapisserie de Bayeux, en Normandie, ce qui est anachronique puisqu'elle décrit la conquête de l'Angleterre 130 ans plus tôt.

### Musique
La bande originale a été composée, orchestrée par Michael Kamen et est sortie dans le commerce le 2 juillet 1991 sous le label Morgan Creek Productions. 
1. Overture/A Prisoner of the Crusades (8:27)
2. Sir Guy of Gisborne/The Escape to Sherwood (7:27)
3. Little John/The Band in the Forest (4:52)
4. The Sheriff and His Witch (6:03)
5. Maid Marian (2:57)
6. Training/Robin Hood, Prince of Thieves (5:15)
7. Marian at the Waterfall (5:34)
8. The Abduction/The Final Battle at the Gallows (9:53)
9. (Everything I Do) I Do It for You – Bryan Adams (6:38)
10. Wild Times – Jeff Lynne (3:12)

## Accueil

### Accueil critique
Il a reçu un accueil critique mitigé, recueillant 59 % de critiques positives, avec une note moyenne de 5,4/10 et sur la base de 29 critiques collectées, sur le site agrégateur de critiques Rotten Tomatoes.

### Box-office
Le film a connu un très important succès commercial, rapportant environ 390 493 000 de dollars au box-office mondial, dont 165 493 000 de dollars en Amérique du Nord, pour un budget de 50 millions de dollars. En France, il a réalisé 4 938 602 entrées.

## Distinctions

### Récompenses
- BAFTA Award 1992 du meilleur acteur dans un rôle secondaire (Alan Rickman)
- Young Artist Award 1992 du meilleur jeune acteur dans un film (Daniel Newman)
- MTV Movie Award 1992 de la meilleure chanson de film (Bryan Adams)
- ALFS Award 1992 du meilleur acteur britannique de l'année (Alan Rickman)
- Grammy Award 1992 de la meilleure chanson originale de film (Robert John Lange, Michael Kamen et Bryan Adams pour (Everything I Do) I Do It for You)
- Razzie Award du pire acteur (Kevin Costner) en 1992

### Nominations
- Oscar de la meilleure chanson originale en 1992
- BAFTA Award des meilleurs costumes en 1992
- Golden Globes de la meilleure musique et de la meilleure chanson originale en 1992
- Saturn Awards 1992 : meilleur film fantastique, meilleur acteur (Kevin Costner), meilleurs costumes, meilleur acteur dans un second rôle (Alan Rickman), meilleure actrice dans un second rôle (Mary Elizabeth Mastrantonio)
- Razzie Award du pire acteur dans un second rôle (Christian Slater) en 1992

## Analyse

### Anachronismes
- Richard Coeur de Lion apparaît sous les traits d'un acteur de soixante ans (l'âge de Sean Connery au moment du tournage) alors qu'il était seulement âgé de trente-six ans au moment de l'histoire, lors de son retour de la troisième croisade en 1194.
- Le shérif de Nottingham fait appel à des guerriers « celtes » alors que cette culture s'était dissipée depuis le VIe siècle, diluée dans les Gaels (Irlandais, Ecossais et Mannois) et Britanniques (Gallois, Corniques et Bretons). Leur appellation aurait donc dû être tout autre.
- Le film dépeint les véritables origines de la poudre noire, sa découverte ayant été officialisée par le moine germanique Berthold Schwarz. En réalité, elle fut inventée en Chine au VIIe siècle, durant la Dynastie Tang, entre 618 et 907. Elle fut par la suite importée en Europe par la civilisation islamique au milieu du XIIIe siècle. Ce qui fait donc un certain anachronisme.

## Autour du film

### Produits dérivés
L'adaptation en jeu vidéo, Robin des Bois, prince des voleurs, est sortie sur NES et Game Boy.

### Version longue
En 2003, le film ressort en DVD dans une version longue inédite. Elle contient des nouvelles scènes parmi lesquelles :
- Mortianna, qui est censée savoir prédire l'avenir, se contente en fait d'écouter les conversations par un trou au mur ;
- la charrue que Robin et ses voleurs dérobent, dans la forêt de Sherwood, termine sa course dans la rivière ;
- le shérif de Nottingham se coupe avec un couteau a pain et organise une réunion avec les barons, leur exprimant ses ambitions pour l'Angleterre. Il présente également le chef des celtes, interprété par l'acteur-cascadeur Pat Roach, personnage qui n'apparaît que brièvement lors de l'assaut au campement de Sherwood ;
- le shérif découvre la supercherie de Mortianna et menace de la tuer. Cette dernière lui affirme qu'elle est en fait sa mère biologique et qu'elle l'a confié à une famille noble.

Comme c'est souvent le cas pour une nouvelle version de film, le doublage en français a été entièrement refait, seuls Bernard Lanneau, Anne Rondeleux et Roger Dumas ont repris leurs places respectives (sur Kevin Costner, Mary Elizabeth Mastrantonio et Michael McShane). Quant à Benoît Allemane – devenu depuis la voix la plus régulière de Morgan Freeman – il est passé de Petit Jean (Nick Brimble) à Azeem. L'adaptation des dialogues est également refaite.